# ハルメンズ
ハルメンズ（Halmens）は、かつて存在したニュー・ウェイヴバンド。パール兄弟とヤプーズの前身でもある。
この項目では、2016年から活動しているハルメンズXについても記述する。

## 概要
1980年代初頭に活動した、サエキけんぞう（パール兄弟）、上野耕路（ゲルニカ他）、泉水敏郎（ヤプーズ、ヒカシュー他）らが在籍し、戸川純や野宮真貴などの才能を世に送り出したバンド。
独自のシンセ＆ギターサウンドと未来的な日本語が溶け合った不可思議なテクノポップの魅力に加え、戸川純や野宮真貴といった日本を代表する女性シンガーがアルバムに参加するなど、伝説のニューウェイヴ・バンドとして知られる。

## 略歴
- 1979年、少年ホームランズと8 1/2が合体して千葉で結成[1]。
- 1980年、アルバム『ハルメンズの近代体操』発売。
- 1981年、『ハルメンズの20世紀』発売。この年に泉水と上野が実質上脱退。
- 1982年12月29日、コンサート「ハルメンズの伝説」をもって活動を凍結[2]。
- 2010年10月20日、サエキけんぞうのプロデュースにより、ビクターエンタテインメントより「初音ミク sings ハルメンズ」がリリースされた[4]。
- 2020年デビューから40年となる記念ライブで見事復活。サエキけんぞう（VO）、泉水敏郎（Dr）、石原智広（B）らオリジナルメンバー3人に、POLYSICSのハヤシ（G）、武田理沙（Key）、吉田仁郎（G）を迎え2024年現在も新宿ロフトなどでライブ活動をしている。

## メンバー
- 佐伯健三（ボーカル）
  - ハルメンズ解散後、パール兄弟を結成し、ボーカルと作詞を担当した。現在は、ジョリッツとして活動している。
- 比賀江隆男（ギター）
  - ハルメンズ解散後、ヤプーズを経て1980年代末期に引退。ヤプーズ在籍時には、ヤプーズのフロントマンだった戸川純を支援していた。現在は、福祉の仕事とのこと。
- 石原智広（ベース）
  - ハルメンズ解散後、玉姫様の参加ミュージシャンを経て1980年代中頃に引退。現在の職業は、教師とのこと。

- 泉水敏郎（ドラム）
  - ハルメンズ脱退後、ヒカシュー・東京ブラボー（サポート）・ヤプーズ・タイツ・Muscle Beat・HERE IS EDEN等を経て1990年代中頃に引退。しかし、2010年頃にドラマーとして復帰し、現在は、サエキと共に「ジョリッツ」のドラマーとして活動している。
- 上野耕路（キーボード）
  - ハルメンズ脱退後、ゲルニカを経て捏造と贋作や上野耕路アンサンブル・オーケストラのメンバーとして活動。岡崎京子の描いた漫画の原作を基に制作された映画『ヘルタースケルター』の音楽の制作を担当した。

## ディスコグラフィ

### アルバム
下記の2つはビクター音楽産業より発売されたレコードで、ディレクションは鈴木慶一。
- 『ハルメンズの近代体操』（1980年12月、SS115）
- 『ハルメンズの20世紀』（1981年7月、SS116）

下記は結成30周年を記念して2010年にビクターエンタテインメントより発売されたCD。
- 『21世紀さん sings ハルメンズ』（2010年10月20日、VICL-63567）
  - サエキけんぞう&Boogie the マッハモータースによるカバー
- 『初音ミク sings ハルメンズ』（2010年10月20日、VICL-63566）
  - 初音ミクとのコラボレーション
- 『ハルメンズの近代体操+8』（2010年10月20日、VICL-70093）
  - 『ハルメンズの近代体操』に加えてデビュー前に作られたデモ音源を収録したアルバム
- 『ハルメンズの20世紀+8』（2010年10月20日、VICL-70094）
  - 『ハルメンズの20世紀』に加えてスタジオライブ音源を収録したアルバム
- 『ピンクの心+2』（2010年10月20日、VICL-70095）
  - 野宮真貴（ピチカート・ファイヴ）によるカバー
  - 作詞作曲はメンバーが担当している。

後述のハルメンズXのアルバム『35世紀』と同時に発売されたベストアルバム。
- 『ハルメンズ・デラックス+11ヒストリー』（2016年9月21日、VICL-64638）
  - 11ボーナストラック(デモ音源・ライブ音源）

### シングル
- 『マスクト・パーティー』  （1981年、FLDX-1506。）

B面はカラオケ。　ハルメンズの20世紀からのシングルカットとして発売。

## 主なライブ
- ハルメンズの伝説（目黒鹿鳴館、1982年12月29日）
  - 出演：ハルメンズ、戸川純[注釈 1]（ゲスト）、野宮真貴（ゲスト）、鈴木慶一（ゲスト）、東京タワーズ（前座・司会）

## ハルメンズX
ハルメンズXは、ハルメンズのオリジナルメンバーであったサエキけんぞうと泉水敏郎を中心にしたプロジェクト。1981年にリリースされたハルメンズの2ndアルバム『ハルメンズの20世紀』の発売35周年を記念して2016年に始動。

### 略歴
2016年8月、サエキけんぞう、泉水敏郎、Boogie the マッハモータース、ジョリッツ他から構成されるプロジェクトとして始動。
2016年9月21日、アルバム『35世紀』をリリース。アルバムには鈴木慶一（ムーンライダーズ）、野宮真貴、古川未鈴と夢眠ねむ（でんぱ組.inc）、アーバンギャルド、直枝政広（カーネーション）、テンテンコ（元BiS）、リアル3区、AZUMA HITOMIらが参加し、ジャケットアートワークは太田螢一が担当した。
2016年11月16日、コンサート『ハルメンズXの伝説』をもって活動を凍結。

### ディスコグラフィ

#### アルバム
- 『35世紀』（2016年9月21日、VICL-64637）

### 主なライブ
- ハルメンズXの伝説（東京都 渋谷CLUB QUATTRO、2016年11月16日）
  - 出演：ハルメンズＸ / Boogie the マッハモータース / ジョリッツ / リアル3区 / 鈴木慶一（ムーンライダーズ）、直枝政広（カーネーション） / 巻上公一（ヒカシュー） / イリア（ジューシィ・フルーツ） / 小川美潮（チャクラ） / 松尾清憲&一色進（シネマ） / 久保田慎吾（8 1/2）など